# Chamartín (districte de Madrid)
Chamartín és un districte del municipi de Madrid, al nord de la capital i compost pels barris de El Viso (51), Prosperidad (52), Ciudad Jardín (53), Hispanoamérica (54), Nueva España (55) i Castilla (56). Limita al nord amb Fuencarral-El Pardo, a l'est amb Ciudad Lineal, al sud amb el districte de Salamanca, al sud-oest amb Chamberí i a l'oest amb Tetuán. Tenia una població de 142.626 persones el 2005. L'actual regidor-presidente de la Junta de Districte és Luis Miguel Boto, del Partit Popular.

## Història

Localització.

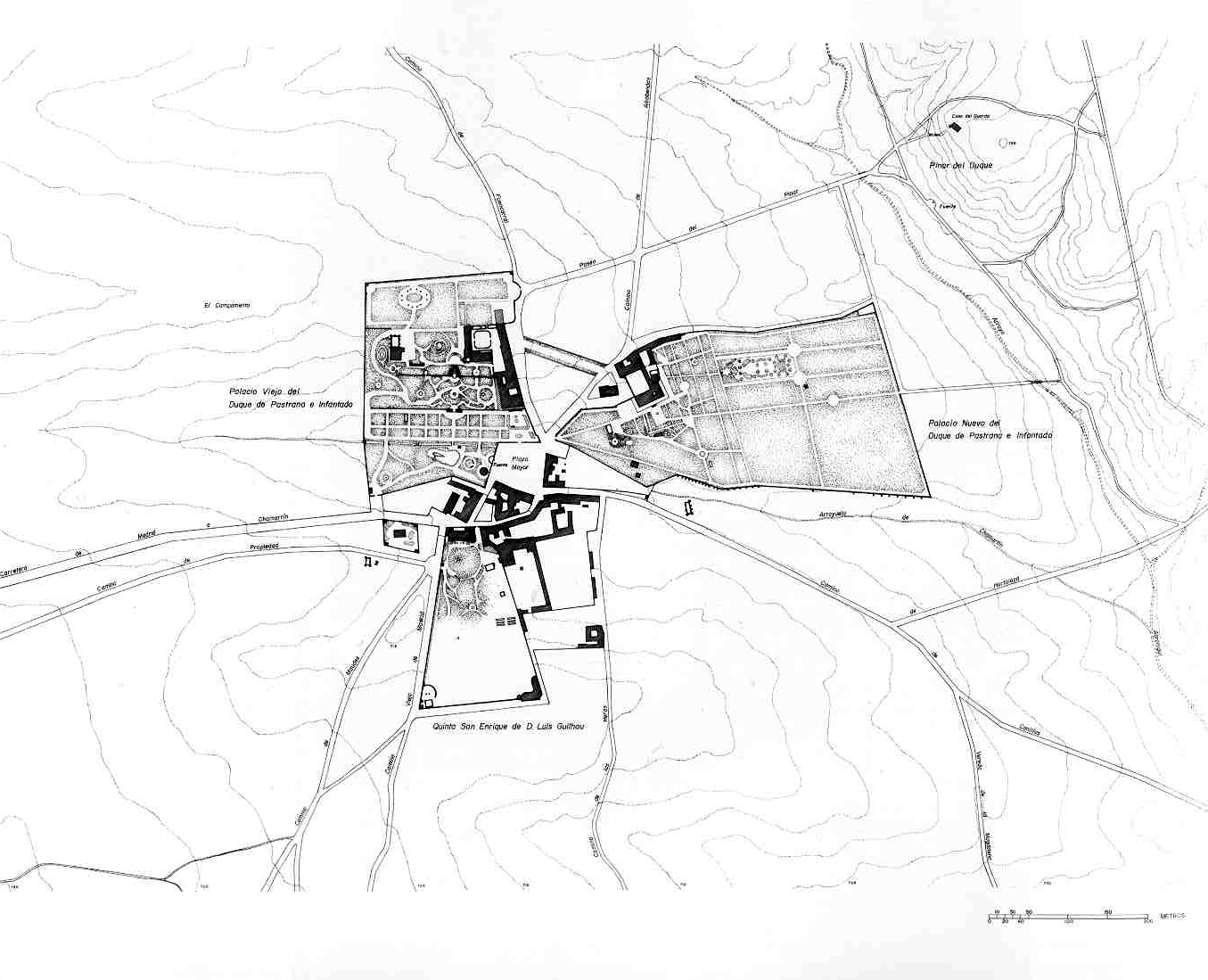
Plànol del poble de Chamartín de 1900

Originàriament va ser un poble pròxim a Madrid anomenat Chamartín de la Rosa, que pertanyia en la seva major part als Ducs de Pastrana-Infantado. En el seu palau es va allotjar Napoleó Bonaparte en el seu viatge a Madrid en ocasió de la Guerra d'Independència, com narra Benito Pérez Galdós en un dels seus Episodios nacionales, titulat precisament Napoleón en Chamartín. Posteriorment, en 1880, els Ducs de Pastrana donaren els seus terrenys i l'anomenada Quinta del Recuerdo a la Companyia de Jesús per a la fundació del Col·legi Nuestra Señora del Recuerdo, conegut com els Jesuïtes de Chamartín, un dels més importants centres escolars de la capital d'Espanya en el segle xx. Com a conseqüència de l'expansió de la ciutat a mitjan segle xx, Chamartín va ser finalment annexionat a Madrid el 5 de juny de 1948.

## Punts d'interès

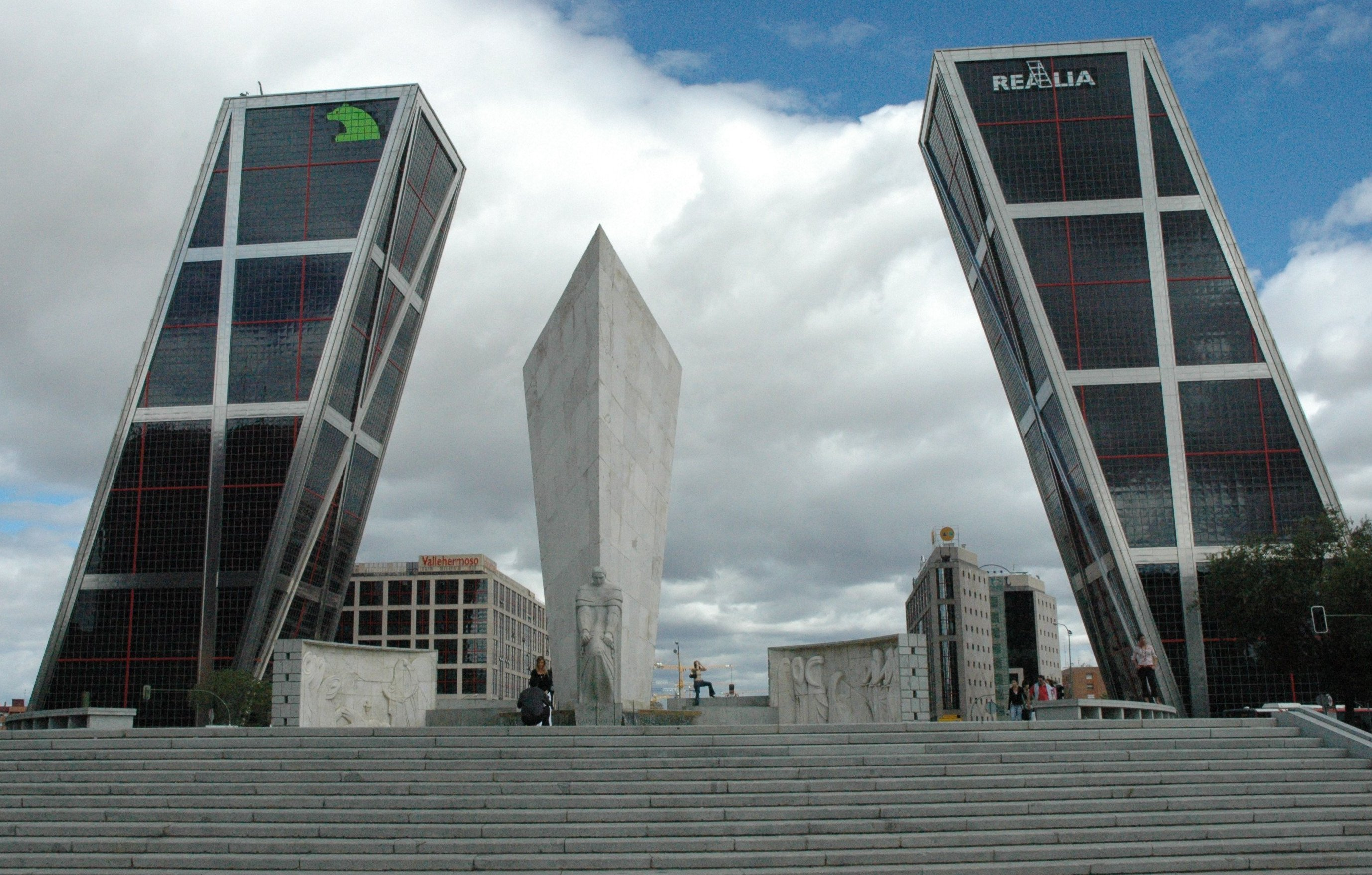
Plaça de Castilla, al barrio de Castilla, de Chamartín.

Actualment alberga la seu d'algunes de les empreses més importants d'Espanya. És una de les zones més cares de Madrid i conté diverses àrees de gratacels de la ciutat, incloent la M-30 (zona financera) o les Torres Porta d'Europa, limitant amb els edificis d'AZCA i la CTBA.
Entre els seus punts d'interès es troben l'Auditorio Nacional de Música, el Museu de Ciències Naturals, el Museu de la Ciutat, el Parc de Berlín, el Parc del Canal d'Isabel II, els Jutjats de la Plaça de Castilla i l'Estadi Santiago Bernabéu, on juga els seus partits el Reial Madrid.
Compta també amb una de les estacions més importants de ferrocarril de tot Madrid i una de les més concorregudes d'Espanya, denominada avui dia Madrid-Chamartín. Actualment compta amb 21 vies i des d'ella es dona servei a tot el nord d'Espanya i a parts concretes del sud. Existeix un projecte, anomenat Operació Chamartín, que pretén construir quinze torres d'unes 45 plantes sobre els antics terrenys de vies no utilitzades de l'estació.

## Economia

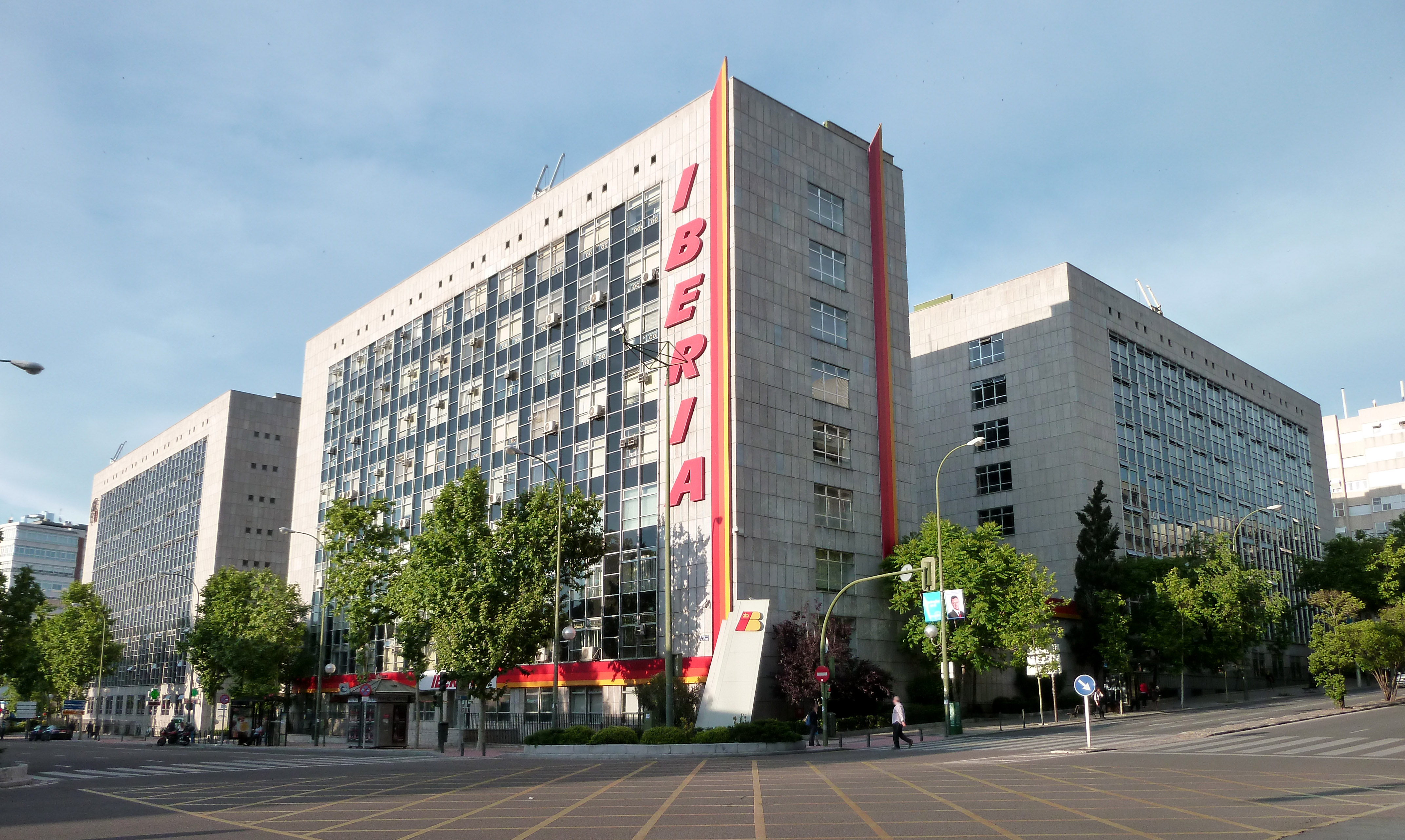
Seu d'Iberia LAE

Chamartín té la seu d'Iberia LAE i la seu d'Iberia Express.

### Codis postals
El districte està comprès entre els següents codis postals:
- 28002
- 28006
- 28016
- 28036
- 28046

## Educació
Al districte de Chamartín, hi ha 32 guarderies (5 públiques i 27 privades), 9 col·legis públics d'educació infantil i primària, 3 instituts d'educació secundària, 30 col·legis privats (amb concert i sense) i 12 centres estrangers.